# Dana Fischerová
Dana Fischerová, rozená Ulrichová, (* 14. srpna 1948 Praha) je druhá manželka bývalého předsedy české vlády Jana Fischera.

## Životopis

### Osobní život
Dana Fischerová pochází z pražského Žižkova. Její matka byla bankovní úřednice a otec automechanik.
30. ledna 1988 se na zámku Konopiště po dvouleté známosti provdala za rozvedeného Jana Fischera. Byla rovněž rozvedená a měla z prvního manželství jedno dítě , Davida Lacinu, z druhého manželství Milana a Kateřinu Procházkovy. V roce 1989 se jí a Janu Fischerovi narodil společný syn Jan Fischer mladší.
V roce 2013, kdy její muž kandidoval na prezidenta České republiky, byla adeptkou na roli první dámy České republiky.
Žije s manželem v panelovém bytě na pražském Barrandově.[zdroj?] Kromě bytu vlastní manželé společně od konce 80. let také chalupu v Posázaví.[zdroj?]

### Vzdělání a kariéra
Vystudovala střední uměleckoprůmyslovou školu. Po studiu pracovala jako aranžérka. V 80. letech začala pracovat na Federálním statistickém úřadu ve výpočetním středisku; prováděla vstupní a výstupní kontrolu dat. Poté nastoupila na místo sekretářky ředitele odboru metodiky, přičemž ředitelem odboru byl její budoucí manžel Jan Fischer.
Od roku 2001 je v invalidním důchodu. Lékaři jí našli tři roky předtím zhoubný nádor na levé ledvině, který však včas odstranili.